# Гауленд (переписна місцевість, Мен)
Гауленд (англ. Howland) — переписна місцевість (CDP) в США, в окрузі Пенобскот штату Мен. Населення — 947 осіб (2020).

## Географія
Гауленд розташований за координатами 45°16′4″ пн. ш. 68°39′33″ зх. д. / 45.26778° пн. ш. 68.65917° зх. д. (45.267861, -68.659189).  За даними Бюро перепису населення США в 2010 році переписна місцевість мала площу 19,99 км², з яких 19,26 км² — суходіл та 0,73 км² — водойми.

## Демографія
Згідно з переписом 2010 року, у переписній місцевості мешкало 1096 осіб у 465 домогосподарствах у складі 291 родини. Густота населення становила 55 осіб/км².  Було 554 помешкання (28/км²).
Расовий склад населення:
| - 97,9 % — білих - 0,6 % — чорних або афроамериканців - 0,1 % — корінних американців - 0,1 % — азіатів |

До двох чи більше рас належало 1,3 %. Частка іспаномовних становила 0,5 % від усіх жителів.
За віковим діапазоном населення розподілялося таким чином: 19,5 % — особи молодші 18 років, 58,3 % — особи у віці 18—64 років, 22,2 % — особи у віці 65 років та старші. Медіана віку мешканця становила 45,7 року. На 100 осіб жіночої статі у переписній місцевості припадало 90,3 чоловіків;  на 100 жінок у віці від 18 років та старших — 88,9 чоловіків також старших 18 років.
Середній дохід на одне домашнє господарство  становив 46 924 долари США (медіана — 36 375), а середній дохід на одну сім'ю — 53 827 доларів (медіана — 48 875). Медіана доходів становила 40 625 доларів для чоловіків та 36 176 доларів для жінок. За межею бідності перебувало 27,4 % осіб, у тому числі 51,4 % дітей у віці до 18 років та 10,8 % осіб у віці 65 років та старших.
Цивільне працевлаштоване населення становило 398 осіб. Основні галузі зайнятості: освіта, охорона здоров'я та соціальна допомога — 38,9 %, роздрібна торгівля — 19,8 %, виробництво — 13,1 %.